# Šarí‘atské gymnázium
Šarí‘atské gymnázium (bosensky Šeri(j)atska gimnazija) v Sarajevu byla mezi lety 1918 a 1945 světská škola se silným důrazem na islámské předměty. Svého času šlo o významné islámské učiliště v Bosně a Hercegovině.

## Historie
Škola byla založena 25. listopadu 1918 Národní radou Státu Slovinců, Chorvatů a Srbů pro Bosnu a Hercegovinu, a to na popud básníka a pedagoga Tugomira Alaupoviće. Národní rada se odvolávala na rozhodnutí Zemské vlády pro Bosnu a Hercegovinu, která již roku 1914 rozhodla o zřízení v zásadě světské střední školy pro islámské teology a právníky a jež měla navazovat na stávající Šarí‘atskou soudní školu, zamýšlenou jako vyšší učiliště. Samo osmileté gymnázium mělo být otevřeno již 15. listopadu, ale kvůli nepříznivým okolnostem k tomu došlo až 8. prosince. Za prozatímního ředitele byl jmenován Muhammed Emin-efendija Dizdar, ředitel Šarí‘atské soudní školy. 
Dne 25. listopadu 1918 byly též schváleny stanovy školy a její vzdělávací program. Vedle věrouky se jednalo o srbochorvatský, arabský, francouzský, turecký a latinský jazyk, historii, geografii, chemii, fyziku, matematiku, hygienu, výtvarnou výchovu, krasopis, hudební výchovu, gymnastiku a filozofickou propedeutiku. 
Mezi řádnými profesory se vyskytovali jak muslimové, tak nemuslimové. 
Šarí‘atské gymnázium již od svého založení bylo pod kontrolou vlády, a tudíž se na jeho chodu a zaměření silně podepisovala momentální politická situace. Za vlád Národní radikální strany byla škola pod silným srbizačním tlakem, který měl muslimy směřovat k přijetí srbské nacionální ideje (viz změny na postu ředitele). Totéž se opakovalo od zavedení královské diktatury v Jugoslávii (1929) do poloviny 30. let. 
Gymnázium mezi lety 1918 a 1939 navštěvovalo 1202 žáků, obyčejně byla otevírána jedna třída s průměrně 55 chlapci v každém ročníku (vyjma roku 1935/1936, kdy byly otevřeny dvě třídy). Z dostupných zdrojů je možné vyčíst, že v prvních 19 letech existence školu navštěvovalo 1051 žáků, z nichž odmaturovalo 327 (zde je třeba uvážit osmileté rozpětí studia). První generace maturantů vyšla ze školy roku 1926 a poslední roku 1944. Celkem odmaturovalo 327 žáků. Frekventanti nejčastěji pocházeli z větších měst, Sarajeva, Gračanice, Mostaru, Trebinje a Zenice. Co do původu rodičů bylo zjištěno, že 24 % otců pracovalo ve státních službách a 12 % jako duchovní, vedle toho bylo 21 % rolníků a 11 % řemeslníků.
| Rok  | 1926 | 1927 | 1928 | 1929 | 1930 | 1931 | 1932 | 1933 | 1934 | 1935 | 1936 | 1937 | 1938 | 1939 | 1940 | 1941 | 1942 | 1943 | 1944 |
| ---- | ---- | ---- | ---- | ---- | ---- | ---- | ---- | ---- | ---- | ---- | ---- | ---- | ---- | ---- | ---- | ---- | ---- | ---- | ---- |
| Žáků | 10   | 12   | 13   | 16   | 19   | 9    | 20   | 13   | 21   | 10   | 24   | 21   | 14   | 15   | 20   | 28   | 21   | 26   | 15   |

Škola zanikla při rozpadu Nezávislého státu Chorvatsko. Za nového, komunistického režimu nebyla obnova teologické školy připuštěna.

## Ředitelé Šarí‘atského gymnázia
- 1918–1922 Muhammed Emin-efendija Dizdar (1882–1939), od prosince 1918 do 19. listopadu 1922
- 1922–1923 Antun Figurić, od 19. listopadu 1922 do 12. prosince 1923
- 1923–1924 Dušan Tamindžić, od 12. prosince 1923 do 20. září 1924
- 1924–1924 Šaćir-efendija Sikirić (1893–1966), od 20. září do 9. října 1924
- 1924–1924 Muhammed Emin-efendija Dizdar (1882–1939), od 9. října do 15. listopadu 1924
- 1924–1924 Muhammed-efendija Pašić (1891–1980), od 15. listopadu do 15. prosince 1924
- 1924–1928 Đorđe Vasković, od 15. prosince 1924 do 1. února 1928
- 1928–1932 Velijudin Sadović (1886–1932), pověřen výkonem funkce ředitele, nato i ředitel, od 1. února 1928 do 14. června 1932, kdy zemřel
- 1932–1932 Muhammed-efendija Pašić (1891–1980), od 14. června do 6. prosince 1932
- 1932–1938 Husein Brkić (1889–1947), pověřen výkonem funkce ředitele, nato i ředitel (od 28. 11. 1934), od 6. prosince 1932 do 16. února 1938
- 1938–1941 Husein Alić, od 16. února 1938 do rozpadu Království Jugoslávie
- 1941–1945 Muhammed-efendija Pašić (1891–1980), po dobu nemoci jej zastupoval Hamid Hadžibegović

## Pedagogický sbor
- řádní profesoři: Mustafa Ajanović, Mahmut Bajraktarević, Jovan Bratić, Aleksandar Bumbić, Mustafa Busuladžić, Adem Buturović, Salim Ćatić, Mustafa Drljević, Mustafa Džinić, Nedim Filipović, Muhamed Fočak, dr. Milutin Gličić, Hasan Hasanefendić, Hamdija Kapidžić, Ilija Lolović, Ekrem Mursel, Omer Mušić, Ćazim Nožić, Muhamed Tajib Okić, Muhammed Pandža, Muhammed Pašić, Nikola Pašin, Blagoje Petaković, dr. Šaćir Sikirić, Stojan Sjeran, Ahmet Tuzlić, Obren Vukomanović
- honorární a jiní profesoři: dr. Mustafa Denišlić, Hasan Hodžić, Muhamed Tardžić, Hakija Kulenović, Muhamed Kundurović, Abdulah Mahmutović, Enver Muftić, Salih Muftić, Velija Sadović, Sadija Šerbić, Derviš Tafro...

## Absolventi
- 1926: 10 – Safet Branković, Edhem Daidžić, Osman Fazlić, Ahmed Grebo, Mehmed Handžić, Izet Pozderović, Muhamed Sudžuka, Abdulah Tanković, Muhamed Tafro, Halid Varešlija
- 1927: 12 – Ismet Abdulahović, Abdurahman Abdurahmanović, Muhamed Aganović, Sadik Ćehajić, Hamdija Ćemerlić, Muhamed Fočak, Šaćir Jajčanin, Mustafa Kamarić, Muhamed Novkinić, Bećir Omersoftić, Džemail Serdarević, Abdulah Šeta
- 1928: 13 – Mustafa Ajanović, Mehmed Bašić, Fehim Efendić, Ibrahim Kamberović, Husejn/Husein Lokmić, Husejn/Husein Maglajlija, Abdulah Mahmutagić, Husejn/Husein Muftić, Abdulah Mujezinović, Hajrudin Pašić, Ahmed Polić, Rašid Terzić, Muhamed Hazim Tulić
- 1929: 16 – Abdulah Asimović, Muhamed Bubić, Salim Ćatić, Jakub Gruhonjić, Salih Hadžiosmanović, Safet Hajrović, Halid Imamović, Ibrahim Imamović, Hasan Maglajlija, Džemal Mulalić, Mustafa Puzić, Ahmed Sijerčić, Redžaija Smailbegović, Mehmed Šaćiragić, Šahin Šahinpašić, Ismet Terzimehić
- 1930: 19 – Hakija Agić, Ferid Arnautović, Asim Bajramović, Šerif Bećirević, Midhat Begić, Ćazim Bibić, Hajrudin Bujukalić, Hilmija Krivošić, Vjesil Kulukčija, Salim Muharemagić, Muhjudin Muhedinović, Alija Mujagić, Sejdalija Obarčanin, Šaćir Pandža, Osman Pelja, Amir Ploskić, Mustafa Šaćiragić, Abdulah Škoro, Ibrahim Uzunović
- 1931: 9 – Fadil Čokić, Šemsudin Gavrankapetanović, Faik Hadžimehanović, Murat Hadžimusić, Adem Hodžić, Mensur Imamović, Šerif Šerifović, Omer Topuzović, Mustafa Velagić
- 1932: 20 – Kasim Alikadić, Arif Balta, Adem Buturović, Ismet Čohadžić, Ibrahim Eminović, Mehmed Džampo, Kasim Halilović, Fadil Imamović, Mustafa Jugo, Atif Kamenica, Džemal Kapić, Šefkija Kapić, Mustafa Karalić, Adem Osmanbegović, Rešad Rezaković, Fahrudin Sabrihafizović, Fadil Salihagić, Asim Sokolović, Šemsudin Šišić, Hamdija Tihić
- 1933: 13 – Rešid Abdurahmanović, Šerif Ađemović, Rešad Bajraktarević, Vehid Begić, Šefkija Hadžiomerović, Alija Hujdur, Hajrija Kamarić, Hasan Kovačević, Ibrahim Muftić, Ekrem Ramić, Muhamed Sabrihafizović, Midhat Serdarević, Sead Sokolović
- 1934: 21 – Hilmija Alić, Ibrahim Čavkušić, Mustafa Dizdarević, Mehmed Alija Filipović, Nedim Filipović, Abdulah Huzbašić, Muhamed Ibrahimović, Abas Koluder, Omer Kopić, Enver Krzić, Sulejman Kulenović, Ahmet Muftić, Osman Mulalić, Jusuf Okić, Abdulah Osmančević, Enver Rezaković, Kasim Smailbegović, Mehmed Alija Šabović, Hilmija Šahinpašić, Sulejman Škiljić, Ahmet Tutnjević
- 1935: 10 – Safvet Bazarđanović, Ešref Bosnić, Miralem Cerić, Edhem Delalić, Husejn/Husein Hodžić, Ahmed Mulalić, Ahmed Salčić, Halid Salihagić, Sirija Sikirić, Abdurahman Tupara
- 1936: 24 – Mehmed Balagija, Smail Balalić, Safvet Begović, Halid Buljina, Ismet Čustović, Omer Dedović, Midhat Deronja, Sakib Đulabić, Rašid Ferizović, Nijaz Hadžiselimović, Jusuf Hodžić, Šaban Ibrišimović, Sulejman Mandžuka, Mustafa Mehić, Ekber Muftić, Muharem Palalić, Hišam Serdarević, Hajrudin Smailagić, Hamdija Stočanin, Muhidin Šakić, Mustafa Šarić, Ćazim Tulić, Esad Uzunović, Nezir Zgodić
- 1937: 21 – Ahmed Biščević, Šerif Buljubašić, Salim Ćerić, Abdulah (Avdo) Čamo, Muhamed Halil Čaušević, Hazim Čustović, Hasan Đipa, Mustafa Fejzo, Omer Hadžialić, Midhat Hadžić, Halid Hadžimulić, Ibrahim Hodžić, Sulejman Kabil, Adem Kapetanović, Rasim Kuljuh, Hilmija Ljutić, Ferid Mujagić, Derviš Numić, Hakija Omerkadić, Jusuf Sabljaković, Ismet Topalović
- 1938: 14 – Adem Alić, Salem Babić, Muhidin Begić, Fadil Brčkalija, Alija Buzaljko, Husein Hadžismailović, Teufik Huskić, Smail Lošić, Fadil Merhemić, Ragib Nalbantić, Ismet Prohić, Malić Redžepagić, Muharem Šahbegović, Hasan Trtak
- 1939: 15 – Osman Babahmetović, Ferin Čimić, Husejn/Husein Ćemerlić, Mesud Fazlagić, Asim Hozić, Jusuf Huršidić, Besim Kulenović, Muhamed Kulenović, Salih Memišević, Latif Muftić, Ćazim Mujezinović, Sead Redžić, Muhamed Sadović, Džemal Salihagić, Daut Sulejmanović
- 1940: 20 – Azaudin Aganović, Salih Alibegović, Hazim Čengić, Abdulah Gašević, Jusuf Hadžić, Reuf Handanagić, Abdulah Kešan, Seid Korkut, Muhamed Mirica, Safet Muftić, Mušan Mundžehasić, Omer Murga, Salih Musakadić, Fejzo Muštović, Muhamed Osmanagić, Džemal Rezaković, Osman Spužić, Sulejman Sušić, Muhamed Ustavdić, Hajrudin Zenunović
- 1941: 28 – Fahrudin Abdić, Adem Akšamija, Asim Bajramović, Ali Kemal Čaušević, Ismet Čohadžić, Namik Ćehić, Kasum Ćorić, Dževad Ćurčić, Bakir Defterdarević, Nazif Frndić, Ahmed Hafizović, Hazim Hasić, Omer Jašarević, Ragib Kajtaz, Alaudin Kapić, Hasan Kapidžić, Huso Kapidžić, Vefik Karavdić, Musair Kebo, Hazim Maglić, Džemal Paralija, Mukdim Pašić, Šefkija Pozderac, Sabrija Puzić, Derviš Sarajlić, Salih Selesković, Tarik Svrzo, Ismet Šestić
- 1942: 21 – Sulejman Abduzaimović, Muharem Avdić, Muhamed Bećirević, Muhamed Berberović, Muhamed Buljko, Ismet Ćatović, Sulejman Dreca, Abdurahman Hadžiomerović, Kemal Herceg, Muhamed Huković, Mehmed Ibišević, Kasim Isović, Nezir Jašarević, Sulejman Krzić (7 ročníků dokončil ve Vyšší medrese ve Skopji), Halid Mehinagić, Derviš Mulabegović, Sinan Podojak, Alija Poplata, Ejub Šalaka, Akif Šehić, Ibrahim Tufek
- 1943: 26 – Bahrija Abdagić, Ahmed Mehmedbegović, Muhamed Ahmetašević, Alija Bašić, Ibrahim Baždarević, Smail Bešlija, Mehmedalija Bojić, Ahmed Vefik Čaušević, Ismet Čaušević, Šaćir Čengić, Hilmija Delibašić, Sabrija Džaferagić, Džemal Džumhur, Husejn Sabit Filipović, Zaim Filipović, Muhamed Hadžirašidagić, Ramo Horozović, Halid Kajtaz, Ibrahim Merhemić, Šefket Muhamedagić, Emir Orman, Mehmed Ramović, Alija Skaka, Sabit Tanović, Halid Užičanin, Šemso Zukanović
- 1944: 15 – Muhidin Ćatić, Alija Daupović, Abdulkadir Fočić, Ejub Hadžić, Faik Hadžić, Ekrem Hadžimehmedović, Abdurahman Hadžisalihović, Ibrahim Imamović, Mehmed Kanlić, Emin Kapetanović, Alija Mehmedagić, Rizah Odžekčić, Mustafa Osmanić (6 ročníků dokončil ve Vyšší medrese ve Skopji), Mahmut Perviz, Fuad Sendić